# Precinct de Tilden
Le precinct de Tilden est un precinct électoral situé au nord-est du comté de Randolph dans l'Illinois, aux États-Unis. En 2010, ce precinct comptait une population de 1 156 habitants.

## Source de la traduction
- (es) Cet article est partiellement ou en totalité issu de l’article de Wikipédia en espagnol intitulé « Distrito electoral de Tilden (Illinois) » (voir la liste des auteurs).